# Kyprí
Kyprí (grec moderne : Κυπρί) est une localité située dans le dème d'Ándros, dans le district régional d'Ándros, dans la périphérie d'Égée-Méridionale, en Grèce.
Selon le recensement de 2021, elle compte 42 habitants.